# Raniero Panzieri

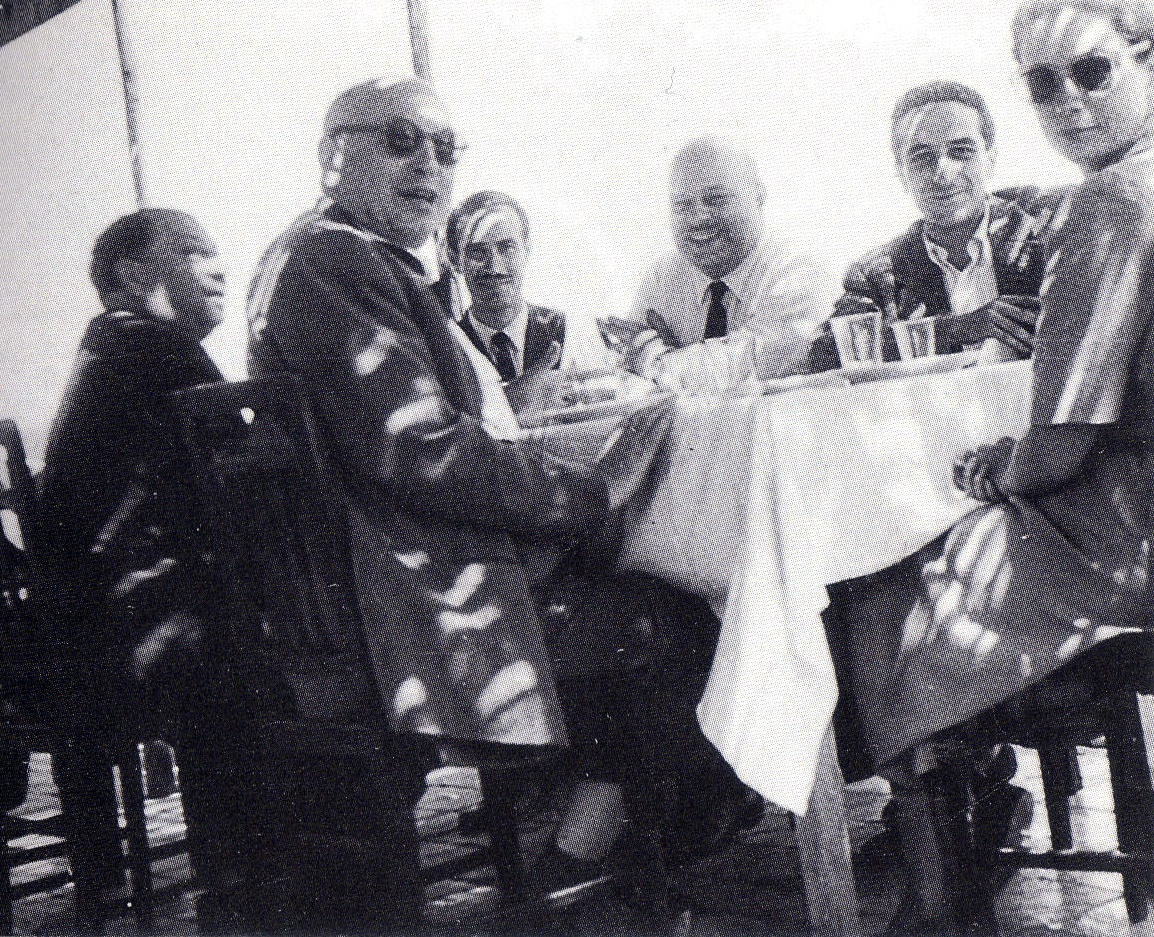
Raniero Panzieri (2. von rechts) mit Joyce Lussu, Pietro Nenni und anderen im Jahr 1951 in Palermo.

Raniero Panzieri (* 14. Februar 1921 in Rom; † 9. Oktober 1964 in Turin) war ein italienischer Marxist. Er gilt als der Begründer des Operaismus.

## Leben
Panzieri war ein politischer Aktivist in der Partito Socialista Italiano (PSI), der als Übersetzer von Karl Marx’ Werken ins Italienische arbeitete.
Panzieri war von 1953 bis 1957 führendes Mitglied der PSI und ihr Sprecher für kulturelle Belange. 1953 erschien die italienische Übersetzung des 2. Bandes des Kapitals von Marx, den seine Frau und er angefertigt hatten und den er für die wesentliche Grundlage der marxistischen Theorie hielt. Er war von 1956 an Redakteur, dann faktischer Leiter der Mondo operaio, der theoretischen Zeitschrift der PSI. Ab 1957 propagierte er dort bis 1958 Arbeiteruntersuchungen. Die Sozialistische Partei aber radikalisierte sich nicht, sondern wurde immer kompromissbereiter. Panzieri legte die Leitung der Zeitschrift im Dezember 1958 nieder. Die Politik der PSI und auch der PCI war Panzieri stets nicht radikal genug, ihm schwebte eine militante Arbeiterbewegung vor, die auf die Revolution hinarbeitet.
Panzieri starb im Alter von 43 Jahren.

## Werk

### Quaderni rossi
Panzieri organisierte Ende 1959 eine Gruppe der jungen Sozialisten in Turin.
Er gründete 1961 die Zeitschrift Quaderni rossi (italienisch: Rote Hefte), es wurden sechs Ausgaben bis 1965 veröffentlicht, unter anderem mit Beiträgen von Mario Tronti. Hauptthemen waren die kapitalistische Arbeitsorganisation und die Möglichkeit einer Autonomie der Arbeiterklasse durch politische Macht.
Es kam von Anfang an zu starken Spannungen zwischen einem „wissenschaftlichen“ Flügel um Vittorio Rieser (Giovanni Mottura, Dino De Palma) und militanten Veteranen sozialistischer Organisationen um Emilio Soave. Die erste Nummer der Roten Hefte wurde vom rechten Flügel bestimmt, danach gewann aber der Soave-Flügel in der Turiner Gruppe die Oberhand und trat im Februar 1961 auch in die Redaktion der Quaderni Rossi ein, dazu römische Intellektuelle um Mario Tronti, Alberto Asor Rosa, Gaspare De Caro. Spannungen blieben bestehen und im Frühjahr 1963 kam es zum endgültigen Bruch des Soave-Flügels mit Panzieri. Der Rieser-Flügel übernahm die Quaderni rossi, die Soave-Leute, Romano Alquati und die Gruppe um Mario Tronti gründeten die Classe operia.
Pier Vittorio Aureli sieht in der unterschiedlichen Bewertung der Gewerkschaftsproteste in Turin im Juli 1962 einen Indikator für die Differenz der Positionen Trontis und Panzieris und dem Bruch der Gruppe um die Quaderni Rossi. Panzieri habe den Protesten keine große Bedeutung beigemessen und den anarchischen Protest der Arbeiter als politisch nihilistisch bewertet. Tronti und seine Mitstreiter dagegen hätten den Turiner Protest als eine Möglichkeit gesehen, sich von einer rein theoretischen Analyse der Arbeiterklasse zu einer revolutionären Praxis zu bewegen. Für Panzieri sei die Autonomie der Arbeiter durch die intensive soziale Analyse ihres Zustands und schließlich durch einen Vorschlag für ihre demokratische Organisation zu erlangen. Für Tronti, der im Gegensatz zu den anderen Operaisten weiterhin Mitglied der PCI war, sei dagegen der einzige Weg der direkte Kampf der Arbeiter gegen das Kapital. Bei den Protesten in Turin hatten Anhänger der „roten“ Gewerkschaften, wie der CGIL, gegen die gemäßigte „gelbe“ Gewerkschaft UIL gekämpft, die ohne die Beteiligung der „roten“ Gewerkschaften einen neuen Vertrag mit Fiat ausgehandelt hatten. Die radikaleren Arbeiter richteten ihren Protest gegen die UIL, die in ihren Augen Teil des Establishments geworden war.

## Veröffentlichungen
- Alain Touraine, Lucio Libertini und Raniero Panzieri: Sieben Thesen zur Arbeiterkontrolle. Klassenkampf und soziale Krise, o. O. (Karin Kramer Verlag, Berlin), o. J. (1970?).

Nach einer französischen Ausgabe; verbesserte Übersetzung in: Archiv für die Geschichte des Widerstandes und der Arbeit, Nr. 10, 1989, S. 172–181.
Die Thesen von Libertini und Panzieri, Sette tesi sulla questione del controllo operaio, wurde zuerst veröffentlicht in: Mondo operaio, Februar, 1958.
- Spätkapitalismus und Klassenkampf: Eine Auswahl aus den 'Quaderni Rossi' , Claudio Pozzoli (Hrsg.), Europäische Verlagsanstalt, Frankfurt a. M., 1972 enthält folgende Aufsätze von Raniero Panzieri: Über die kapitalistische Anwendung der Maschinerie im Spätkapitalismus, (Sull'uso capitalistico delle macchine nel neocapitalismo, Quaderni Rossi, Nr. 1,  1961), S. 14–32; Mehrwert und Planung (Plusvalore e pianificazione, QR, Nr. 4, Sommer 1964), S. 56–86; Sozialistischer Gebrauch des Arbeiterfragebogens (Intervento di Raniero Panzieri, QR, Nr. 5, März 1965), S. 105–113.

- Raniero Panzieri: Lotte operaie nello sviluppo capitalistico, hg. v. Sandro Mancini, 3. Aufl. Turin 1976.